# Liste der denkmalgeschützten Objekte in Kals am Großglockner
Die Liste der denkmalgeschützten Objekte in Kals am Großglockner enthält die 14 unbeweglichen denkmalgeschützten Objekte der Osttiroler Gemeinde Kals am Großglockner.

## Denkmäler
| Foto |                 | Denkmal | Standort                                                    | Beschreibung | Metadaten |
| ---- | --------------- | --- | ----------------------------------------------------------- | --- | --- |
| ja   | Datei hochladen | Kirchenruine hl. Peter (Peterskirchl) mit umgebendem Areal (Köfele) HERIS-ID: 6521 Objekt-ID: 2401 TKK: 40147 | Burg Standort KG: Kals am Großglockner                      | Die Kirchenruine St. Peter ist der Rest einer vermutlich im 16. Jahrhundert errichteten, ehemals als Wallfahrtsziel genutzten Kirche, die ab dem 19. Jahrhundert infolge eines Blitzschlages und Brandes zunehmend verfiel. Von dem annähernd quadratischen Hauptraum mit leicht asymmetrischem polygonalen Chor sind heute nur noch Teile der Außenmauern aus Feldsteinen erhalten. Im Jahr 2016 wurden die Mauerreste restauriert. | BDA-Hist.: Q1743234 Status: Bescheid Stand der BDA-Liste: 2025-06-30 Name: Kirchenruine hl. Peter (Peterskirchl) mit umgebendem Areal (Köfele) GstNr.: 1589 Kirchenruine St. Peter |
| ja   | Datei hochladen | Kapelle hl. Petronilla HERIS-ID: 6522 Objekt-ID: 2402 TKK: 17620                                              | bei Großdorf 27 Standort KG: Kals am Großglockner           | Die Petronillakapelle ist eine 1875 geweihte Barockkapelle, die 1898 neugotisch erweitert wurde. Des Weiteren wurde ein Turm mit Mehrglockengeläute errichtet. Die Kapelle verfügt über ein dreijochiges Langhaus mit Stichkappengewölbe und Statuen des heiligen Josef, Andreas und Jakobus, die von Einheimischen um die Jahrhundertwende geschaffen wurden.                                                                       | BDA-Hist.: Q1403249 Status: § 2a Stand der BDA-Liste: 2025-06-30 Name: Kapelle hl. Petronilla GstNr.: .755 Petronillakapelle Großdorf                                              |
| ja   | Datei hochladen | Roglmühle HERIS-ID: 6540 Objekt-ID: 2420 TKK: 17618                                                           | Großdorf 31 Standort KG: Kals am Großglockner               | Teil der Stockmühlen am Kalserbach. Die Roglmühle wurde 2017 durch eine Mure zerstört. | BDA-Hist.: Q64486851 Status: Bescheid Stand der BDA-Liste: 2025-06-30 Name: Roglmühle GstNr.: .141 Stockmühlen am Kalserbach                                                       |
| ja   | Datei hochladen | Hofer-Uhl-Mühle HERIS-ID: 6537 Objekt-ID: 2417 TKK: 17613                                                     | bei Großdorf 77 Standort KG: Kals am Großglockner           | Die Hofer- oder auch Uhlmühle ist Teil des Ensembles Stockmühlen am Kalserbach. | BDA-Hist.: Q64486846 Status: Bescheid Stand der BDA-Liste: 2025-06-30 Name: Hofer-Uhl-Mühle GstNr.: .724 Stockmühlen am Kalserbach                                                 |
| ja   | Datei hochladen | Kath. Pfarrkirche hl. Rupert und Friedhof HERIS-ID: 6518 Objekt-ID: 2398                                      | gegenüber Ködnitz 7 Standort KG: Kals am Großglockner       | Bei der urkundlich bereits 1274 erwähnten Kirche handelt es sich um einen ursprünglich gotischen Bau, der zwischen 1744 und 1770 barockisiert wurde. Umgeben wird die Pfarrkirche vom Kalser Friedhof, in dem ein Denkmal für die verunglückten Glocknertouristen steht. | BDA-Hist.: Q63885538 Status: § 2a Stand der BDA-Liste: 2025-06-30 Name: Kath. Pfarrkirche hl. Rupert und Friedhof GstNr.: .845, 4043 Pfarrkirche hl. Rupert, Kals am Großglockner  |
| ja   | Datei hochladen | Widum HERIS-ID: 6519 Objekt-ID: 2399 TKK: 19846                                                               | Ködnitz 8 Standort KG: Kals am Großglockner                 | Unweit der Pfarrkirche liegt das gotische Widum aus dem Jahre 1481, der älteste Profanbau in der Gemeinde Kals. Durch die ortsunübliche Bauweise mit unregelmäßiger Fensteranordnung und einem steilen Satteldach nimmt das Gebäude einen besonderen Stellenwert ein. | BDA-Hist.: Q2568052 Status: Bescheid Stand der BDA-Liste: 2025-06-30 Name: Widum GstNr.: 4040 Widum Kals                                                                           |
| ja   | Datei hochladen | Gedächtniskapelle zu den Hll. Kilian und Johannes von Nepomuk HERIS-ID: 6528 Objekt-ID: 2408 TKK: 17625       | gegenüber Lesach 24 Standort KG: Kals am Großglockner       | Die Gedächtniskapelle in Unterlesach wurde nach einem Gelöbnis in den Hochwasserjahren 1965/66 errichtet. Sie wurde nach Plänen von Paul Illmer erbaut und verfügt über eine hohe Fassade mit Glockentürmchen. Die Front der Kapelle ist mit einem Kruzifix sowie mehreren Figuren in volkstümlicher, barocker Ausführung geschmückt.                                                                                                | BDA-Hist.: Q1497644 Status: § 2a Stand der BDA-Liste: 2025-06-30 Name: Gedächtniskapelle zu den Hll. Kilian und Johannes von Nepomuk GstNr.: 4231/2 Gedächtniskapelle Unterlesach  |
| ja   | Datei hochladen | Kapelle Maria Heimsuchung HERIS-ID: 6530 Objekt-ID: 2410 TKK: 17621                                           | bei Oberpeischlach 10 Standort KG: Kals am Großglockner     | Die Kapelle Mariä Heimsuchung wurde 1797 beim Durchmarsch der französischen Truppen gelobt und in der Folge als Dankabstattung errichtet. Die Weihe der Kapelle erfolgte 1799, bereits 1825 fiel sie einem Brand zum Opfer. Sie wurde jedoch in der Folge erneuert und 1961 restauriert. | BDA-Hist.: Q1250014 Status: Bescheid Stand der BDA-Liste: 2025-06-30 Name: Kapelle Maria Heimsuchung GstNr.: .417 Oberpeischlach, Kapelle Maria Heimsuchung                        |
| ja   | Datei hochladen | Kath. Filialkirche St. Georg HERIS-ID: 6520 Objekt-ID: 2400 TKK: 17619                                        | nordwestlich Unterburg 12 Standort KG: Kals am Großglockner | Zwischen den Fraktionen Ködnitz und Großdorf liegt die St.-Georgs-Kirche, die 1366 geweiht wurde und über einen für das kleine Langhaus relativ hohen Turm verfügt. | BDA-Hist.: Q1413073 Status: § 2a Stand der BDA-Liste: 2025-06-30 Name: Kath. Filialkirche St. Georg GstNr.: .749 St. Georg (Kals)                                                  |
| ja   | Datei hochladen | Herz-Jesu-Kapelle (Ködnitzkirchl) HERIS-ID: 6533 Objekt-ID: 2413 TKK: 17627                                   | Glor-Berg Standort KG: Kals am Großglockner                 | Das Ködnitzkirchl ist Teil der Jörgnalm im Ködnitztal. Der einfach Holzbau mit angestelltem Turm verfügt über ein schlichtes, volkstümliches Inventar. | BDA-Hist.: Q1534031 Status: § 2a Stand der BDA-Liste: 2025-06-30 Name: Herz-Jesu-Kapelle (Ködnitzkirchl) GstNr.: 2039 Herz-Jesu-Kapelle (Kals am Großglockner)                     |
| ja   | Datei hochladen | Platzer(Plotza-)mühle HERIS-ID: 6541 Objekt-ID: 2421 TKK: 17616                                               | Burg Standort KG: Kals am Großglockner                      | Teil der Stockmühlen am Kalserbach | BDA-Hist.: Q64486853 Status: Bescheid Stand der BDA-Liste: 2025-06-30 Name: Platzer(Plotza-)mühle GstNr.: 4378 Stockmühlen am Kalserbach                                           |
| ja   | Datei hochladen | Kerermühle HERIS-ID: 6538 Objekt-ID: 2418 TKK: 17614                                                          | Burg Standort KG: Kals am Großglockner                      | Teil der Stockmühlen am Kalserbach | BDA-Hist.: Q64486847 Status: Bescheid Stand der BDA-Liste: 2025-06-30 Name: Kerermühle (Stockmühle) GstNr.: .720 Stockmühlen am Kalserbach                                         |
| ja   | Datei hochladen | Obenfigermühle HERIS-ID: 6539 Objekt-ID: 2419 TKK: 17615                                                      | Burg Standort KG: Kals am Großglockner                      | Teil der Stockmühlen am Kalserbach | BDA-Hist.: Q64486849 Status: Bescheid Stand der BDA-Liste: 2025-06-30 Name: Obenfigermühle GstNr.: .719 Stockmühlen am Kalserbach                                                  |
| ja   | Datei hochladen | Großglockner-Gipfelkreuz, Kaiserkreuz HERIS-ID: 76021 TKK: 96783seit 2024                                     | Standort KG: Kals am Großglockner                           | Das Gipfelkreuz des Großglockners wurde zum 25-jährigen Ehejubiläum des Kaiserpaares 1879 gestiftet. Der Entwurf stammt von Friedrich von Schmidt, aufgestellt wurde es im Jahr 1880. | BDA-Hist.: Q98373875 Status: Bescheid Stand der BDA-Liste: 2025-06-30 Name: Großglockner-Gipfelkreuz, Kaiserkreuz GstNr.: 2074/2 Summit cross of Großglockner                      |